# K Wijnegem VC
Maillots
Dernière mise à jour : 3 août 2017.
Le Koninklijke Wijnegem Voetbal Club est un club de football belge, basé à Wijnegem, à l'est d'Anvers. Le club, porteur du matricule 1092, évolue en deuxième provinciale lors de la saison 2017-2018. Durant les années 1990, il passe 5 saisons en Promotion, le quatrième niveau national.

## Histoire
Le Wijnegem Voetbal Club est fondé le 1er novembre 1921, et rejoint une ligue régionale mineure. En 1928, il s'affilie à l'Union Belge, qui lui octroie le matricule 1092, et le verse en troisième régionale, le plus bas niveau en province d'Anvers à l'époque. Dès sa première saison, il remporte sa série, et monte en deuxième régionale. Cinq ans plus tard, il décroche un nouveau titre, et rejoint la deuxième provinciale, qui constitue le plus haut niveau avant les séries nationales à ce moment-là. Il y évolue jusqu'à la fin de la Seconde Guerre mondiale, et une relégation vers le niveau inférieur en 1946. Le 14 décembre 1951, le club est reconnu « Société Royale » et adapte son appellation officielle en Koninklijke Wijnegem Voetbal Club.
Une profonde réorganisation de la hiérarchie du football belge a lieu en 1952, donnant naissance au quatrième niveau national, qui prend le nom de Promotion. Au niveau inférieur, on ne parle plus de divisions régionales, mais uniquement de séries provinciales. C'est ainsi que le club se retrouve en deuxième provinciale cette année-là, et plus en deuxième régionale. En 1956, il remonte parmi l'élite provinciale, mais n'y passe que deux saisons avant de redescendre. Durant près de trente ans, le club va ensuite alterner entre la deuxième et la troisième provinciale. Finalement, il rejoint une nouvelle fois la « P1 » en 1985.
Wijnegem passe trois saisons à ce niveau, et est relégué en 1988. Le club remonte directement l'année suivante, et remporte dans la foulée son premier titre provincial en 1990. Pour la première fois de son Histoire, le club rejoint la Promotion. Cette première expérience est de courte durée pour le club, relégué après une seule saison. Il remonte néanmoins l'année suivante, et cette fois parvient à se maintenir assez facilement durant deux saisons. Les résultats deviennent moins bons par la suite. Le club doit passer par les barrages en 1995 pour assurer son maintien. La saison suivante, il termine en position de relégable, et doit retourner en première provinciale après quatre saisons en Promotion.
Wijnegem subit une seconde relégation consécutive, et se retrouve en deuxième provinciale en 1997. Il alterne alors les saisons entre « P1 » et « P2 ». En 2010, il passe tout près d'un nouveau retour en Promotion, échouant à la deuxième place puis au tour final. Mais l'année suivante, il est relégué en deuxième provinciale, où il joue en 2013-2014.

## Résultats dans les divisions nationales
Statistiques mises à jour le 21 juin 2013

### Bilan
| Niv | Divisions     | Jouées | Titres | TM Up | TM Down |
| --- | ------------- | ------ | ------ | ----- | ------- |
| I   | 1re nationale | 0      | 0      |       |         |
| II  | 2e nationale  | 0      | 0      |       |         |
| III | 3e nationale  | 0      | 0      |       |         |
| IV  | 4e nationale  | 5      | 0      |       | 1       |
| V   | 5e nationale  | 0      | 0      |       |         |
|     |               |        |        |       |         |
|     | TOTAUX        | 5      | 0      | 0     | 1       |

- TM Up : test-match pour départager des égalités, ou toutes formes de Barrages ou de Tour final pour une montée éventuelle.
- TM Down : test-match pour départager des égalités, ou toutes formes de Barrages ou de Tour final pour le maintien.

### Classements saison par saison
| Ordre               | Saison  | Nom du club   | Niveau            | Classement final | Remarques |
| ------------------- | ------- | ------------- | ----------------- | ---------------- | --------- |
| 1                   | 1990-91 | K Wijnegem VC | Promotion série B | 14e/16           | Relégué!  |
| séries provinciales |         |               |                   |                  |           |
| 2                   | 1992-93 | K Wijnegem VC | Promotion série B | 8e/16            |           |
| 3                   | 1993-94 | K Wijnegem VC | Promotion série B | 8e/16            |           |
| 4                   | 1994-95 | K Wijnegem VC | Promotion série B | 13e/16           | Barrages! |
| 5                   | 1995-96 | K Wijnegem VC | Promotion série B | 15e/16           | Relégué!  |
| séries provinciales |         |               |                   |                  |           |